# Pardosa atlantica
Pardosa atlantica är en spindelart som beskrevs av James Henry Emerton 1913. Pardosa atlantica ingår i släktet Pardosa och familjen vargspindlar. Inga underarter finns listade i Catalogue of Life.